# حديبة ليستر (الحديبة الظهرانية للكعبرة)
حديبة ليستر (بالإنجليزية: Lister's tubercle)‏ أو الحديبة الظهرانية للكعبرة (بالإنجليزية: dorsal tubercle of radius)‏ هي بروز عظمي يقع على النهاية البعيدة لعظم الكعبرة ، ويمكن جسّها من ظهر رسغ اليد.

## الوظيفة
تعمل حديبة ليستر بمثابة بكرة لوتر العضلة الطويلة الباسطة لإبهام اليد ، حيث يلتف الوتر حول جانب الزند ويدور حولها بمقدار 45° درجة.

## صور اضافية

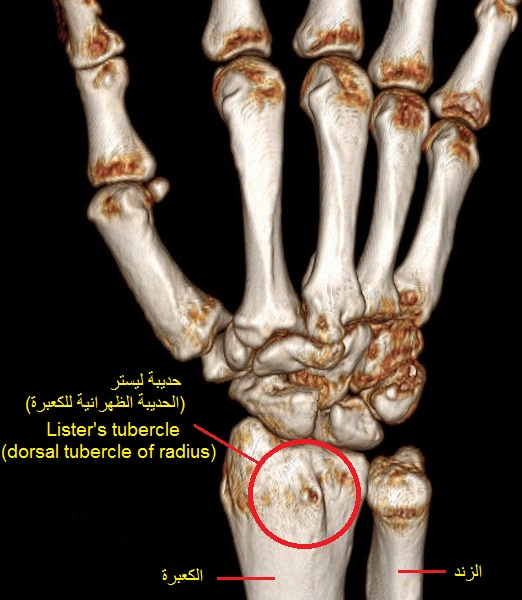
اليد اليمنى. حديبة ليستر. (أو ، الحديبة الظهرانية للكعبرة)